# Lijst van weekdieren in Colombia
Deze lijst bevat weekdieren of mollusken (Mollusca) die in Colombia voorkomen.
Colombia is een tropisch land rond de evenaar en bezit verschillende ecosystemen wat de biodiversiteit groot maakt.

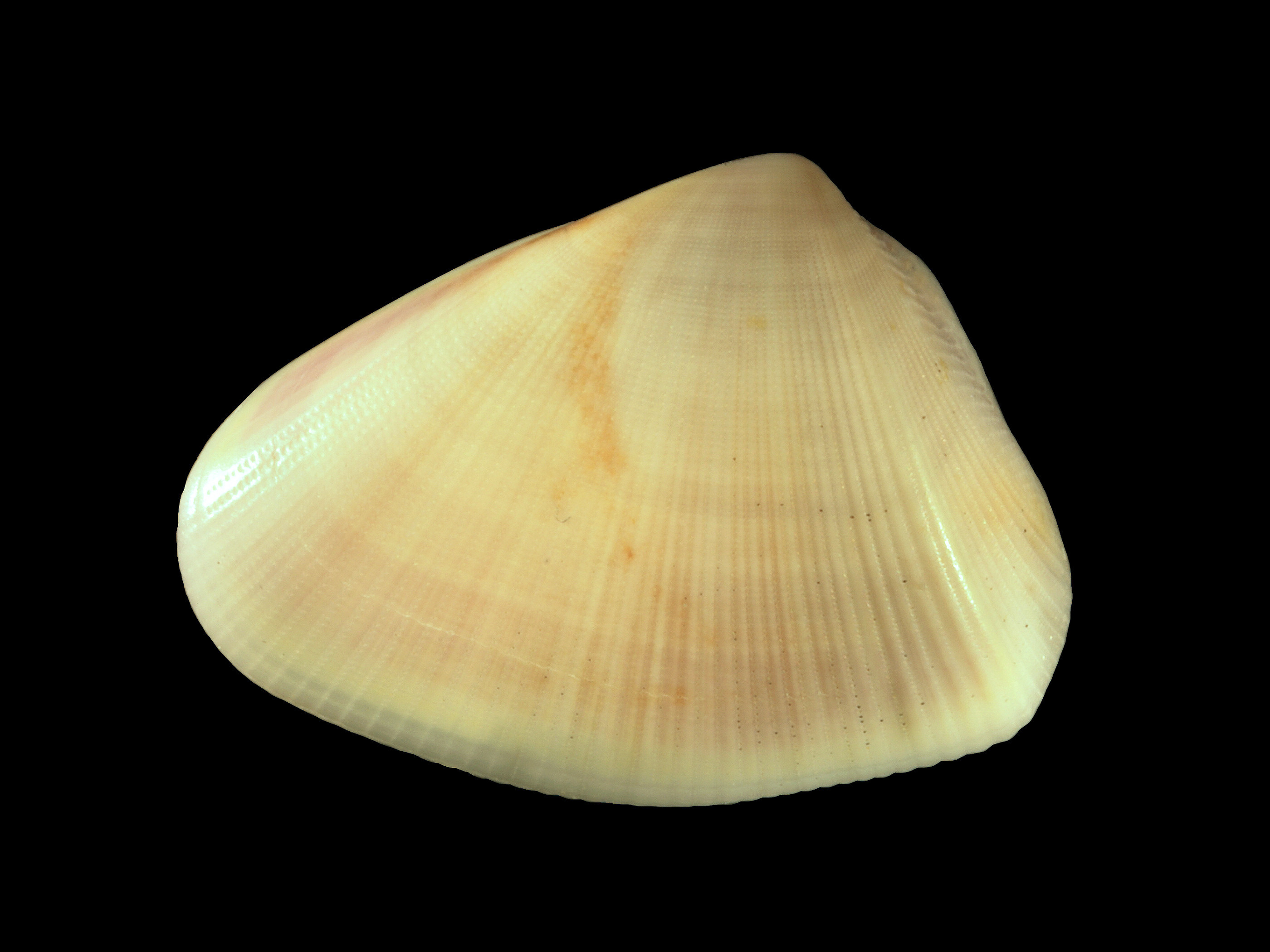
Donax denticulatus

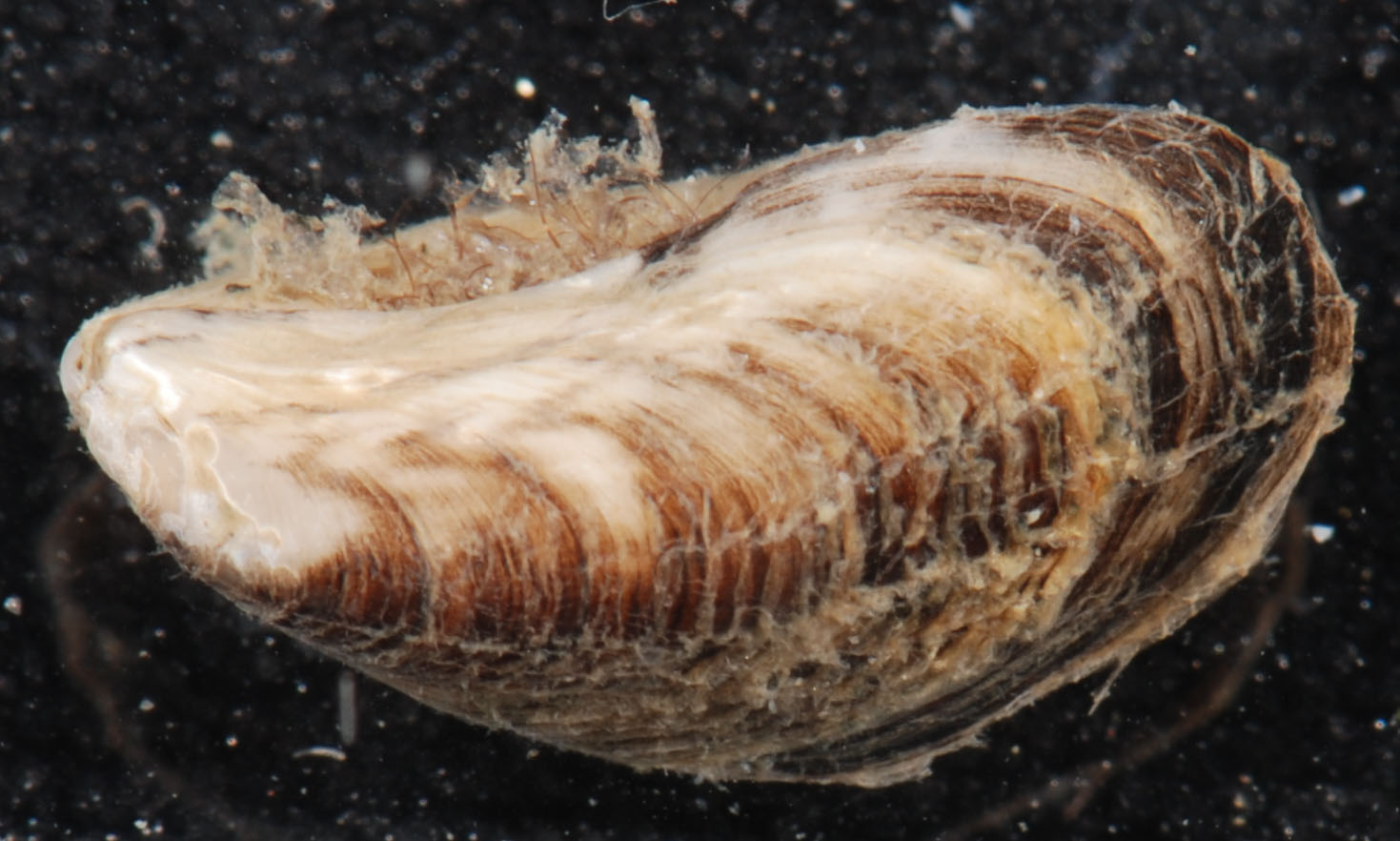
Brakwatermossel

## Bivalvia(tweekleppigen)
- Anadara grandis
- Anadara tuberculosa
- Anomalocardia brasiliana
- Crassostrea rhizophorae
- Donax denticulatus
- Donax dentifer
- Donax striatus
- Mycetopoda siliquosa
- Mytilopsis leucophaeata (Brakwatermossel)

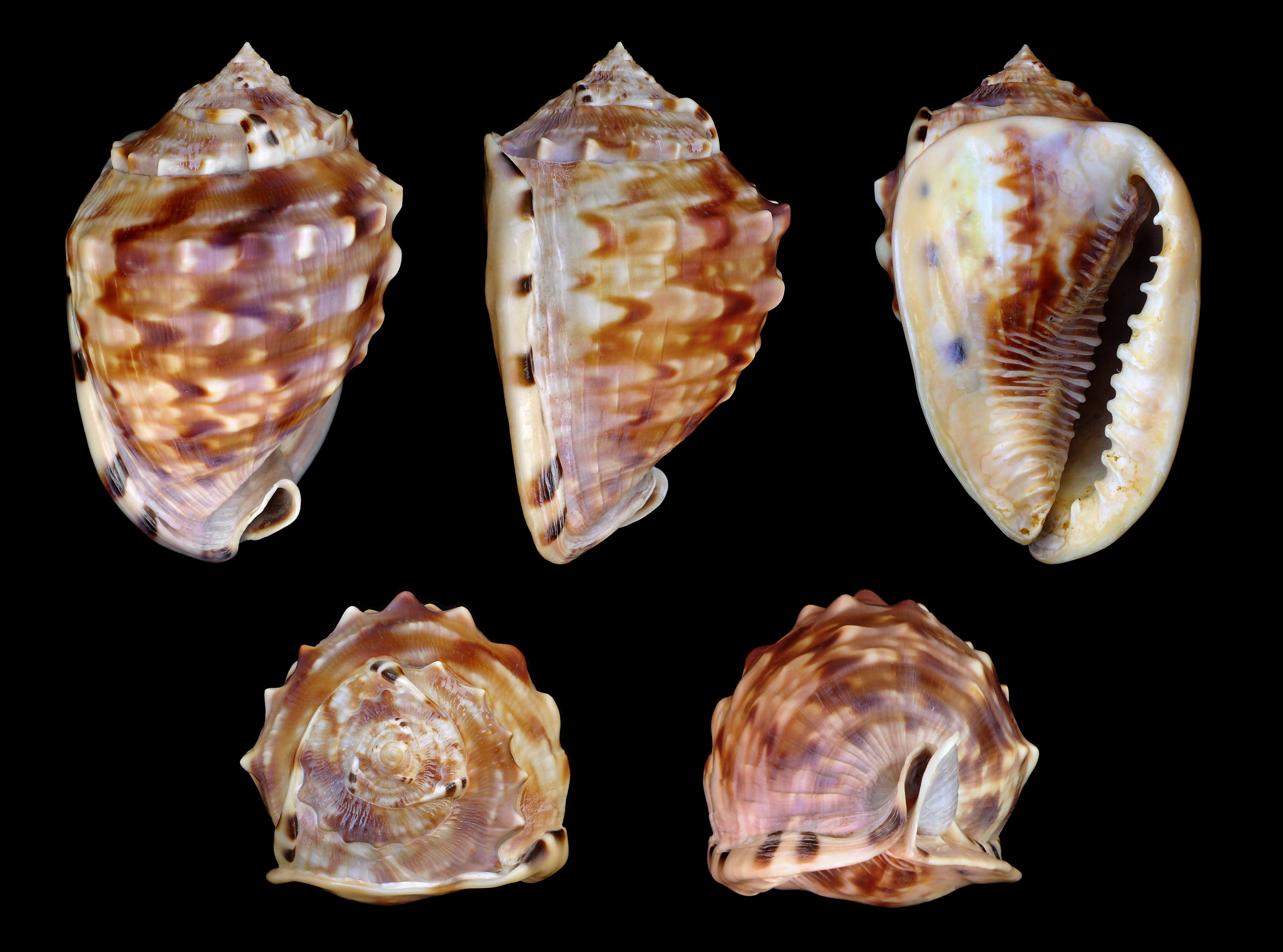
Cassis flammea

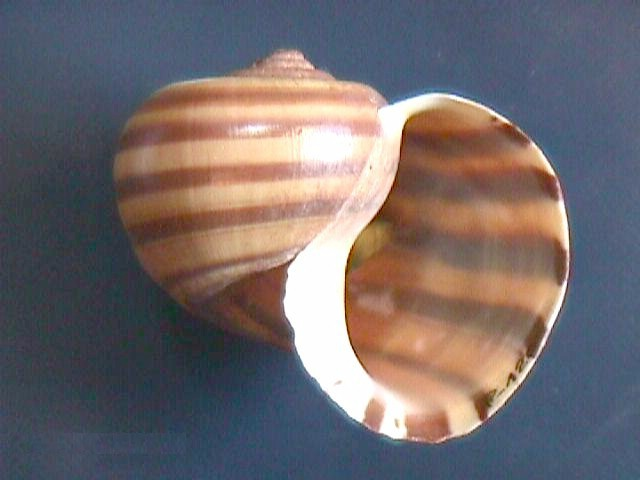
Pomacea glauca

- Pinna rugosa
- Polymesoda arctata

## Gastropoda(slakken of buikpotigen)
- Alcadia spectabilis
- Aliger gigas
- Anachis coseli
- Aperostoma bogotense
- Aperostoma peilei
- Asolene platae
- Biomphalaria amazonica
- Calaperostoma cumingi
- Calacyclotus atratensis
- Cassis flammea
- Cassis tuberosa
- Charonia variegata
- Cittarium pica
- Daronia bifasciata
- Drepanotrema cultratum
- Ellobium stagnale
- Galba cousini
- Helicina columbiana
- Jenneria pustulata
- Labyrinthus leucodon
- Leidyula sloanii
- Lucidella lirata
- Marisa cornuarietis
- Megalobulimus oblongus
- Melampus coffea
- Muracypraea mus
- Physella venustula
- Pomacea glauca
- Pomacea superba
- Pomacea urceus
- Pomacea dolidoides
- Propustularia surinamensis
- Pyrgophorus parvulus
- Sarasinula dubia
- Subulina octona